# نيلس سشوتيردين
نيلس سشوتيردين (14 ديسمبر 1988 بلوفان في بلجيكا - ) هو لاعب كرة قدم بلجيكي في مركز الوسط. شارك مع منتخب بلجيكا تحت 19 سنة لكرة القدم. أما مع النوادي، فقد لعب مع آود هيفرلي لوفين ونادي سينت ترويدن ونادي فيسترلو ونادي يوبين.

## روابط خارجية
- نيلس سشوتيردين على موقع الاتحاد البلجيكي (الإنجليزية)
- نيلس سشوتيردين على موقع قاعدة بيانات كرة القدم.إي يو (الإنجليزية)
- نيلس سشوتيردين على موقع Soccerway.com (الإنجليزية)